# 胡爾卡蓬塔山
9°43′14″S 76°29′43″W / 9.72056°S 76.49528°W
胡爾卡蓬塔山（Qullqa Punta），是秘魯的山峰，位於該國中部瓦努科大區，由亞羅維爾卡省的阿帕里西奧波馬雷斯區負責管轄，屬於安地斯山脈的一部分，海拔高度4,542米。